# Cardiophorus mesasiaticus
Cardiophorus mesasiaticus is een keversoort uit de familie kniptorren (Elateridae). De wetenschappelijke naam van de soort is voor het eerst geldig gepubliceerd in 1997 door Dolin & Latifi.